# Episodi di Bonanza (undicesima stagione)
L'undicesima stagione della serie televisiva Bonanza è andata in onda negli Stati Uniti dal 14 settembre 1969 al 19 aprile 1970 sulla NBC.
| nº | Titolo originale                  | Prima TV USA      | Titolo italiano | Prima TV Italia |
| -- | --------------------------------- | ----------------- | --------------- | --------------- |
| 1  | Another Windmill to Go            | 14 settembre 1969 |                 |                 |
| 2  | The Witness                       | 21 settembre 1969 |                 |                 |
| 3  | The Silence at Stillwater         | 28 settembre 1969 |                 |                 |
| 4  | A Lawman's Lot is Not a Happy One | 5 ottobre 1969    |                 |                 |
| 5  | Anatomy of a Lynching             | 12 ottobre 1969   |                 |                 |
| 6  | To Stop a War                     | 19 ottobre 1969   |                 |                 |
| 7  | The Medal                         | 26 ottobre 1969   |                 |                 |
| 8  | The Stalker                       | 2 novembre 1969   |                 |                 |
| 9  | Meena                             | 16 novembre 1969  |                 |                 |
| 10 | A Darker Shadow                   | 23 novembre 1969  |                 |                 |
| 11 | Dead Wrong                        | 7 dicembre 1969   |                 |                 |
| 12 | Old Friends                       | 14 dicembre 1969  |                 |                 |
| 13 | Abner Willoughby's Return         | 21 dicembre 1969  |                 |                 |
| 14 | It's a Small World                | 4 gennaio 1970    |                 |                 |
| 15 | Danger Road                       | 11 gennaio 1970   |                 |                 |
| 16 | The Big Jackpot                   | 18 gennaio 1970   |                 |                 |
| 17 | The Trouble with Amy              | 25 gennaio 1970   |                 |                 |
| 18 | The Lady and the Mark             | 1º febbraio 1970  |                 |                 |
| 19 | Is There Any Man Here...?         | 8 febbraio 1970   |                 |                 |
| 20 | The Law and Billy Burgess         | 15 febbraio 1970  |                 |                 |
| 21 | Long Way to Ogden                 | 22 febbraio 1970  |                 |                 |
| 22 | Return Engagement                 | 1º marzo 1970     |                 |                 |
| 23 | The Gold Mine                     | 8 marzo 1970      |                 |                 |
| 24 | Decision at Los Robles            | 22 marzo 1970     |                 |                 |
| 25 | Caution: Easter Bunny Crossing    | 29 marzo 1970     |                 |                 |
| 26 | The Horse Traders                 | 5 aprile 1970     |                 |                 |
| 27 | What are Pardners For?            | 12 aprile 1970    |                 |                 |
| 28 | A Matter of Circumstance          | 19 aprile 1970    |                 |                 |

## Another Windmill to Go
- Prima televisiva: 14 settembre 1969
- Diretto da: James B. Clark
- Scritto da: Palmer Thompson

### Trama
- Guest star: Lee J. Lambert (Shack), Gregg Palmer (Benson), Virgil Frye (Andy), Jill Townsend (Abigail Hought), George Furth (Horace Keylot), Foster Brooks (giudice), Laurence Naismith (Don Q. Hought), Bart La Rue (Bart Walters), Bruce Watson (Clay)

## The Witness
- Prima televisiva: 21 settembre 1969
- Diretto da: Don Richardson
- Scritto da: Joel Murcott

### Trama
- Guest star: Connie Hines (Hilda Cutter), Alan Baxter (Jim Cutter), Melissa Murphy (Jenny Winters), Bo Hopkins (Stretch Logan), Stefan Gierasch (Orville Winters), Matt Clark (Fantan), Wayne Storm (Bo Logan)

## The Silence at Stillwater
- Prima televisiva: 28 settembre 1969
- Diretto da: Joseph Lejtes
- Scritto da: Preston Wood

### Trama
- Guest star: Eddie Ryder (Vern Crandall), Gene Tyburn (vice), Gene Shane (John Ferson), Dan Kemp (Jim Hale), Frank Marth (Barnum), Gene Dynarski (Hostler), Teddy Quinn (Peter), Strother Martin (Lonnie Stern), Pat Hingle (sceriffo Austin), John Zaremba (dottor Menring)

## A Lawman's Lot is Not a Happy One
- Prima televisiva: 5 ottobre 1969
- Diretto da: Don Richardson
- Scritto da: Vincent Wright

### Trama
- Guest star: Bob Gravage (Elbert), Melinda Dillon (Cissy Summers), Remo Pisani (barista), Elizabeth Talbot-Martin (Mrs. Franklin), Byron Morrow (Mr. Franklin), Tom Bosley (Hiram Peabody), Robert Emhardt (Paul Forbes), Helen Kleeb (Mrs. Green), Harry Hickox (Mr. Green), Jay Novello (Fairfax)

## Anatomy of a Lynching
- Prima televisiva: 12 ottobre 1969
- Diretto da: William Wiard
- Scritto da: Preston Wood

### Trama
- Guest star: Stacy Harris (Teague), Walter Barnes (Will Griner), Dan Scott (Stut), Stephen Coit (Lassen), Mills Watson (Pete), Ted Gehring (Jim Fischer), Tyler McVey (Al Crane), Roy Engel (Clyde Quinn), Guy Stockwell (John Deegan), Ellen Weston (Louise Deegan)

## To Stop a War
- Prima televisiva: 19 ottobre 1969
- Diretto da: Leon Benson
- Scritto da: Carey Wilber

### Trama
- Guest star: Míriam Colón (Anita Logan), Steve Forrest (Dan Logan), John Tracy (Billy), Alan Vint (Pete Hill), Richard Bull (Jess Hill), Warren J. Kemmerling (Frank Slater), Ollie O'Toole (barista), Charles Bail (Ike Kels)

## The Medal
- Prima televisiva: 26 ottobre 1969
- Diretto da: Lewis Allen
- Scritto da: Frank Chase

### Trama
- Guest star: Charles Briles (Dell), Sundown Spencer (ragazzo), Harry Townes (Seth Nagel), Remo Pisani (barista), John Beck (Walt), Dean Stockwell (Matthew Rush), Susan Howard (Laurie Nagel), E. J. Schuster (Barker), James Rawley (operatore del telegrafo)

## The Stalker
- Prima televisiva: 2 novembre 1969
- Diretto da: Robert L. Friend
- Scritto da: D.C. Fontana

### Trama
- Guest star: Brian Dewey (Kenny Campbell), Austin Roberts (Travis), Harry Holcombe (dottor Martin), Lloyd Battista (Jake Campbell), Pitt Herbert (impiegato delle poste), Ed Griffith (Jim Campbell), Dorothy Konrad (Mrs. Pardee), Charlotte Stewart (Lisa Campbell), John Perak (Devlin), Vernon Weddle (South)

## Meena
- Prima televisiva: 16 novembre 1969
- Diretto da: Herschel Daugherty
- Scritto da: Jack B. Sowards

### Trama
- Guest star: George Morgan (Virg), Henry Oliver (Firman), Stuart Nisbet (Charlie), Robert Donner (Owen), Victor French (Jesse Potter), Jack Collins (banchiere), Ann Prentiss (Meena Calhoun), John Harmon (uomo a cavallo), Dub Taylor (Luke Calhoun)

## A Darker Shadow
- Prima televisiva: 23 novembre 1969
- Diretto da: Don Richardson
- Scritto da: John Hawkins, Jonathon Knopf

### Trama
- Guest star: Chick Chandler (dottor Mills), Don Melvoin (Sweeny), Sandra Smith (Sarah Sellers), Michael King (Hank), Gregory Walcott (Wade Turner), Dabney Coleman (Clyde), Bill Zuckert (Barker)

## Dead Wrong
- Prima televisiva: 7 dicembre 1969
- Diretto da: Michael Landon
- Scritto da: Michael Landon

### Trama
- Guest star: Jim Connell (esercente dell'hotel), Arthur Hunnicutt (Salty Hubbard), Guy Wilkerson (sceriffo), Sunshine Parker (Bum), Robert Sorrells (Sid), Mike Mazurki (Big Jack), Eric Christmas (Bobby Dan), John Carradine (Preacher Dillard), Milton Parsons (becchino), Ivor Francis (banchiere), Lee McLaughlin (Bum)

## Old Friends
- Prima televisiva: 14 dicembre 1969
- Diretto da: Leon Benson
- Scritto da: Barney Slater

### Trama
- Guest star: Robert J. Wilke (Charlie Sheppard), Rick Lamson (Morgan Sheppard), Morgan Woodward (Jess Waddell)

## Abner Willoughby's Return
- Prima televisiva: 21 dicembre 1969
- Diretto da: Herschel Daugherty
- Scritto da: Jack B. Sowards

### Trama
- Guest star: Emmaline Henry (Widow Sprague), Duane Grey (capitano Price), Russell Schulman (Charlie Sprague), Patrick Sullivan Burke (Stokes), John Astin (Abner Willoughby), Walter Sande (sceriffo Brian), William Hansen (Vinson), E. A. Sirianni (commesso), Irene Tedrow (Minnie Mitchell)

## It's a Small World
- Prima televisiva: 4 gennaio 1970
- Diretto da: Michael Landon
- Scritto da: Michael Landon

### Trama
- Guest star: Angela Clarke (Mrs. Marshall), Edward Binns (John Flint), Carol Lawson (Alice), Michele Tobin (Annie), Ralph Moody (Clarke), Stuart Nisbet (Wiley), Roy Engel (dottor Martin), Michael Dunn (George Marshall)

## Danger Road
- Prima televisiva: 11 gennaio 1970
- Diretto da: William F. Claxton
- Scritto da: Milton S. Gelman

### Trama
- Guest star: Robert Lansing (Gunny O'Riley), Ollie O'Toole (barista), Leroy Johnson (Ed), Jay D. Jones (Willard), Anna Navarro (Serafina O'Riley), Stuart Nisbet (negoziante), William Sylvester (Cambeau)

## The Big Jackpot
- Prima televisiva: 18 gennaio 1970
- Diretto da: Herschel Daugherty
- Scritto da: John Hawkins

### Trama
- Guest star: Carol Roux (Ruth Caster), Leon Lontoc (Ah Yee), Richard Stahl (Howard Fiber), Remo Pisani (barista), Robert F. Simon (George Thurston), Al Checco (Hornsby), Bruce Kirby (Simms), Walter Brooke (Atworth Perry), Nelson Olmsted (Appleton), Alan Caillou (Jim Hare), Robert Ball (Henny), Elizabeth Talbot-Martin (Harriet Caster), Paula Mitchell (Melody)

## The Trouble with Amy
- Prima televisiva: 25 gennaio 1970
- Diretto da: Leon Benson
- Scritto da: Jack Miller, John Hawkins

### Trama
- Guest star: Elaine Giftos (Charley), Brian Wood (Fareiti), Eleanor Berry (Mrs. Eads), Jo Van Fleet (Amy Wilder), John Crawford (Burton Roberts), Elizabeth Thompson (Sally), Linda Watkins (Margaret Wilder), Harry Hickox (Mr. Eads), Donald Moffat (giudice), Carl Pitti (David), Harriet Medin (Mrs. Ocher), Gail Billings (Mary Ann)

## The Lady and the Mark
- Prima televisiva: 1º febbraio 1970
- Diretto da: Leon Benson
- Scritto da: Preston Wood

### Trama
- Guest star: Elaine Giftos (Charity McGill), Ralph James (Alderman), Sam Jarvis (Walt), Ralph Waite (Hoby), Christopher Connelly (Chris Keller), Lou Frizzell (Charlie), James Westerfield (Arthur Blackwell)

## Is There Any Man Here...?
- Prima televisiva: 8 febbraio 1970
- Diretto da: Don Richardson
- Scritto da: B. W. Sandefur

### Trama
- Guest star: Don Melvoin (Morris), Jon Lormer (predicatore), Mariette Hartley (Jennifer Carlis), Burr deBenning (Tuttle Ames), John McLiam (Harry Carlis), Roy Engel (dottor Thomas), Vaughn Taylor (Bert Taylor)

## The Law and Billy Burgess
- Prima televisiva: 15 febbraio 1970
- Diretto da: William F. Claxton
- Scritto da: Stanley Roberts

### Trama
- Guest star: Martha Manor (cittadina bionda), David Cassidy (Billy Burgess), Tani Guthrie (Nora Burgess), James Chandler (Osgood), Sam Melville (Coulter), Gary Morgan (Chip), Foster Brooks (giudice Rogers), Mercedes McCambridge (Matilda Curtis), Lenore Stevens (Ines), William Phipps (Tom Burgess), Harlan Warde (Nicholson), Les Tremayne (dottor Lyman), Fred Gerber (Jeff), Remo Pisani (barista), Charles Maxwell (Billings), Paul Harper (Sully)

## Long Way to Ogden
- Prima televisiva: 22 febbraio 1970
- Diretto da: Lewis Allen
- Scritto da: Joel Murcott

### Trama
- Guest star: Billy Green Bush (Spanier), James McCallion (Luther), Remo Pisani (barista), Tony Colti (Guman), Mark Tapscott (Steve Rance), Arthur Peterson (Lloyd Walsh), Kathleen Freeman (Ma Brinker), Walter Barnes (Emmett Whitney)

## Return Engagement
- Prima televisiva: 1º marzo 1970
- Diretto da: Don Richardson
- Scritto da: Stanley Roberts

### Trama
- Guest star: David McLean (Marshal Steve Fallon), Joyce Bulifant (Bonnie), Morgan Sterne (Stanhope), Hal Burton (vice sceriffo), William Bryant (Lew), Bartlett Robinson (Howell), Sally Kellerman (Lotta Crabtree), Clifford A. Pellow (Higgins)

## The Gold Mine
- Prima televisiva: 8 marzo 1970
- Diretto da: Leon Benson
- Scritto da: Preston Wood, Robert Bruckner

### Trama
- Guest star: Ross Hansen (Rader), Tony De Costa (Ramon), Bruce Dern (Bayliss)

## Decision at Los Robles
- Prima televisiva: 22 marzo 1970
- Diretto da: Michael Landon
- Scritto da: Michael Landon

### Trama
- Guest star: Joe De Santis (Padre Xavier), Emile Meyer (John Walker), George D. Wallace (dottore), Rico Alaniz (Ricardo), William Bassett (Jed Walker), Anakorita (Maria), Victor Campos (bandito), Joaquin Martinez (Sanchez), Lee De Broux (bandito), Ted Cassidy (Garth)

## Caution: Easter Bunny Crossing
- Prima televisiva: 29 marzo 1970
- Diretto da: Bruce Bilson
- Scritto da: Larry Markes

### Trama
- Guest star: Sandy Kenyon (Elijah Meek), Art Metrano (Leroy Gaskell), Allyn Ann McLerie (Charity Moffet), Marc Lawrence (Red Gaskell), Len Lesser (Fred Gaskell), Vic Tayback (Everett Gaskell), James Jeter (maniscalco), Jack Williams (conducente della diligenza)

## The Horse Traders
- Prima televisiva: 5 aprile 1970
- Diretto da: Herschel Daugherty
- Scritto da: Jack B. Sowards

### Trama
- Guest star: Henry Oliver (Firman), John Harmon (Rider), Robert Donner (Owen), George Morgan (Virg), Victor French (Jesse Potter), Jack Collins (Manker), Ann Prentiss (Meena Calhoun), Dub Taylor (Luke Calhoun)

## What are Pardners For?
- Prima televisiva: 12 aprile 1970
- Diretto da: William F. Claxton
- Scritto da: Jack B. Sowards

### Trama
- Guest star: Bruce Glover (Scooter), Richard Evans (John), Robert Padilla (Running Cloud), Tom Peters (Ray Stahl), Tol Avery (Bradley), Robert Cornthwaite (Blake), Hamilton Camp (Calvin), Dabbs Greer (giudice), John Beck (Luke), Slim Pickens (sceriffo)

## A Matter of Circumstance
- Prima televisiva: 19 aprile 1970
- Diretto da: William F. Claxton
- Scritto da: B. W. Sandefur

### Trama
- Guest star: Harry Holcombe (dottore), Vincent Van Patten (Tim), Ted Gehring (Griffin)